# Braníškov
Braníškov (deutsch Branschkow) ist eine Gemeinde in Tschechien. Sie liegt neun Kilometer östlich von Velká Bíteš und gehört zum Okres Brno-venkov.

## Geographie
Braníškov befindet sich in der Bobravská vrchovina am nördlichen Rand Rande des Naturparks Údolí Bílého potoka. Im Norden erhebt sich die Na Skalce (507 m), südlich die Krajina (514 m) und im Südwesten die Zadní Hakna (491 m).
Nachbarorte sind Deblín im Norden, Pejškov und Heroltice im Nordosten, Chudčice im Osten, Lažánky und Maršov im Südosten, Šmelcovna, Maršovský Mlýn, Javůrecký Mlýn und Lesní Hluboké im Süden, Ve Žlebě und Radoškov im Südwesten, Pavlovcův Mlýn, Spálený Mlýn und Svatoslav im Westen sowie Katov und Prosatín im Nordwesten.

## Geschichte
Das Dorf wurde wahrscheinlich im 12. oder 13. Jahrhundert angelegt. Die erste schriftliche Erwähnung von Braneschau erfolgte im Jahre 1299. Zdislav von Schellenberg verkaufte Branyschowicz 1360 für drei Schock Groschen an Jan, den Burggrafen von Eichhorn und seine Frau Anna. Ein Teil des Dorfes gehörte seit 1415 zur Herrschaft Deblín. Im Jahre 1466 wurde dieser Teil von Braníškov zusammen mit der Herrschaft Deblín an die Stadt Brünn verkauft. 1504 wurde das gesamte Dorf zu Deblín untertänig. Nachfolgend wurde Braníškov zusammen mit den Deblíner Gütern an die Herrschaft Kuřim angeschlossen, bei der es bis zur Mitte des 19. Jahrhunderts verblieb. 1793 bestand das Dorf aus 14 Häusern und hatte 74 Einwohner. 1839 standen in Braníškov 18 Häuser, in denen 90 Menschen lebten. In den Jahren 1842 bis 1846 erfolgte der Bau der Straße von Veverská Bítýška nach Deblín.
Nach der Aufhebung der Patrimonialherrschaften bildete Branškov ab 1850 eine Gemeinde in der Bezirkshauptmannschaft Brünn und dem Gerichtsbezirk Tischnowitz. Die Kinder aus Branškov waren seit 1865 nach Maršov eingeschult. Seit dem Ende des 19. Jahrhunderts wird die Gemeinde als Braníškov bezeichnet. 1896 wurde das Dorf der neu errichteten Bezirkshauptmannschaft Tischnowitz zugeordnet. Das Dorf war im Jahre 1900 auf 39 Häuser angewachsen und hatte 230 Einwohner. Im Jahre 1905 entstand eine einklassige Dorfschule. 1950 hatte Braníškov 219 Einwohner. Nach der Aufhebung des Okres Tišnov wurde Braníškov mit Beginn des Jahres 1961 Teil des Okres Brno-venkov. Wegen zu geringer Schülerzahl erfolgte 1964 die Schließung der Schule. Schulort wurde zunächst Maršov, die dortige Schule wurde 1975 aus dem gleichen Grunde geschlossen und die Kinder nach Deblín umgeschult. Beim Zensus von 2001 wurden in Braníškov 69 Wohnhäuser gezählt, in denen 163 Menschen lebten. Seit 2002 führt Braníškov ein Wappen und Banner.

## Gemeindegliederung
Für die Gemeinde Braníškov sind keine Ortsteile ausgewiesen.

## Sehenswürdigkeiten
- Kapelle des hl. Cyrill und Method aus dem Jahre 1863
- Denkmal für die Opfer des Ersten Weltkrieges, errichtet 1922
- Naturpark Údolí Bílého potoka
- Naturschutzgebiet Slunná, Reste eines urwaldähnlichen Tannen-Buchenwaldes, östlich des Dorfes